# AppRemover
AppRemover — бесплатная утилита с закрытым исходным кодом для удаления всех следов антивирусов, брандмауэров и антишпионского программного обеспечения в операционных систем семейства Microsoft Windows, разработанная компанией OPSWAT.

## Описание
AppRemover предназначена для корректного удаления всех следов антивирусов в том случае, если стандартная деинсталляция завершилась не должным образом. Программа производит детальное сканирование системного реестра Windows и жёсткого диска компьютера на наличие файлов и записей, которые были оставлены в нём приложениями от популярных антивирусных компаний. Утилита поддерживает ряд популярных антивирусных решений, в числе которых есть avast!, Norton AntiVirus, Антивирус Касперского, Bullguard Internet Security, AVG, Avira AntiVir, Trend Micro, Malwarebytes' Anti-Malware, Computer Associates, Eset, F-Secure Anti-Virus, McAfee-средства, Microsoft Security Essentials, Panda Cloud Antivirus и многих других (более 350).
AppRemover может работать с переносного носителя информации, так как не требует установки.